# 星云白鱼
星云白鱼（学名：Anabarilius andersoni）为輻鰭魚綱鯉形目鲤科白鱼属的鱼类，俗名白鱼。被IUCN列為極危保育類動物，在中国，分布于星云湖等，體長可達24公分，多栖息于水体中上层。该物种的模式产地在云南。

## 扩展阅读
維基物種上的相關：星云白鱼